# Agelena hirsutissima
Agelena hirsutissima là một loài nhện trong họ Agelenidae.
Loài này thuộc chi Agelena. Agelena hirsutissima được Lodovico di Caporiacco miêu tả năm 1940.